# Polsingen
Polsingen è un comune tedesco di 2 033 abitanti, situato nel land della Baviera.